# Pierre Deflandre
Pour les articles homonymes, voir Pierre de Flandre.
Pierre Deflandre, né à Soissons (Aisne) le 28 avril 1813 et mort à Tours le 10 janvier 1871, est un général français.

## Biographie
Pierre Deflandre naquit à Soissons le 28 avril 1813 ; son père y exerçait la profession de charron. Il reçut une instruction primaire assez solide.
Sorti de l'école, il occupa un petit emploi dans un bureau et, le 19 mai 1831, il s'engageait au 6e régiment de lanciers. Il avait alors 18 ans.
Après 3 mois 1/2 de service, il obtenait « par récompense nationale » le grade de maréchal des logis sans avoir été brigadier. Il passa, avec ce grade, au 5e régiment de chasseurs.
Pour pouvoir combattre en Algérie, il rendit ses galons pour passer comme simple cavalier au 2e régiment de chasseurs d'Afrique ; il avait 20 ans.
En Algérie, les combats étaient rudes et l'avancement y était lent. Nommé brigadier le 9 octobre 1833, il ne reprit le grade de sous-officier que le 1er septembre 1834 ; il avait 21 ans 1/2.
Le 28 juin 1835, il se signala lors de la bataille de la Macta, où il eut son cheval tué sous lui et où il fut blessé d'un coup de feu à la cuisse gauche.
Le 11 décembre 1836, il fut nommé maréchal des logis chef.
Il changea de corps et devint sergent-major à la 1re compagnie des pionniers de discipline le 26 mai 1837, il était nommé sous-lieutenant le 24 août 1838 et placé au 2e bataillon d'Afrique.
Le 29 avril 1840, le 2e bataillon d'Afrique, commandé par le commandant Eugène Cavaignac, qui occupait la place de Cherchell fut vigoureusement attaqué par une troupe importante de guerriers arabo-berbères. Pierre Deflandre s'y fit heureusement remarquer : chargé de la défense du poste de Bab-el-Rouss, avec trente hommes, il soutint l'attaque et parvint à repousser les assaillants au nombre de six cents. Il fut cité à l'ordre de l'armée d'Afrique pour s'être « particulièrement distingué dans les combats des 29 avril et 3 mai 1840 devant Cherchell. » En conséquence de cette citation, il fut promu lieutenant à la date du 24 juin 1840.
Il fut malheureusement atteint par les fièvres d'Algérie, fièvres qu'on ne savait alors pas combattre et qui le terrassèrent ; il dut rentrer en France. Le 17 février 1841, il passait au 8e régiment d'infanterie légère. Le 19 octobre suivant, il entrait dans la gendarmerie.
Le 22 mai 1843, il épousait Eugénie-Marie de Rillet, fille d'un général mort en activité.
En 1846, il était lieutenant de gendarmerie en résidence à Fontainebleau lors de l'attentat de Pierre Lecomte contre le roi Louis-Philippe et ce fut lui qui arrêta le meurtrier. Le roi le nomma chevalier de la Légion d'honneur.
Il poursuivit sa carrière dans la gendarmerie et au moment de la déclaration de guerre de 1870, il était colonel depuis trois ans et il venait d'être nommé commandeur de la Légion d'honneur.
À cause de l'invasion par les armées allemandes, il fut chargé, le 20 octobre 1870, de l'organisation de la défense de la Côte-d'Or et, le 31 octobre, il était nommé général de brigade et affecté, à titre provisoire, au commandement de la 3e division du 17e corps à la 2e armée de la Loire.
Il fut blessé d'un coup de feu à la cuisse au combat de Josnes (Loir-et-Cher) le 8 décembre 1870 à 4 heures du soir au moment où prenant la tête de ses soldats il les entraînait au combat.
Cette blessure se compliqua du tétanos et il mourut, dans d'horribles souffrances, un mois plus tard, le 10 janvier 1871, à Tours, dans les bras de sa femme.

## Hommages
Par délibération du conseil municipal de Soissons, le 7 novembre 1892, les deux rues des Minimeuses (dite aussi rue de la Petite-Caserne) et des Vieilles-Étuves furent réunies sous le nom de rue Deflandre.